# Byasa alcinous
Byasa alcinous är en fjärilsart som först beskrevs av Johann Christoph Friedrich Klug 1836.  Byasa alcinous ingår i släktet Byasa och familjen riddarfjärilar. Inga underarter finns listade i Catalogue of Life.

## Bildgalleri

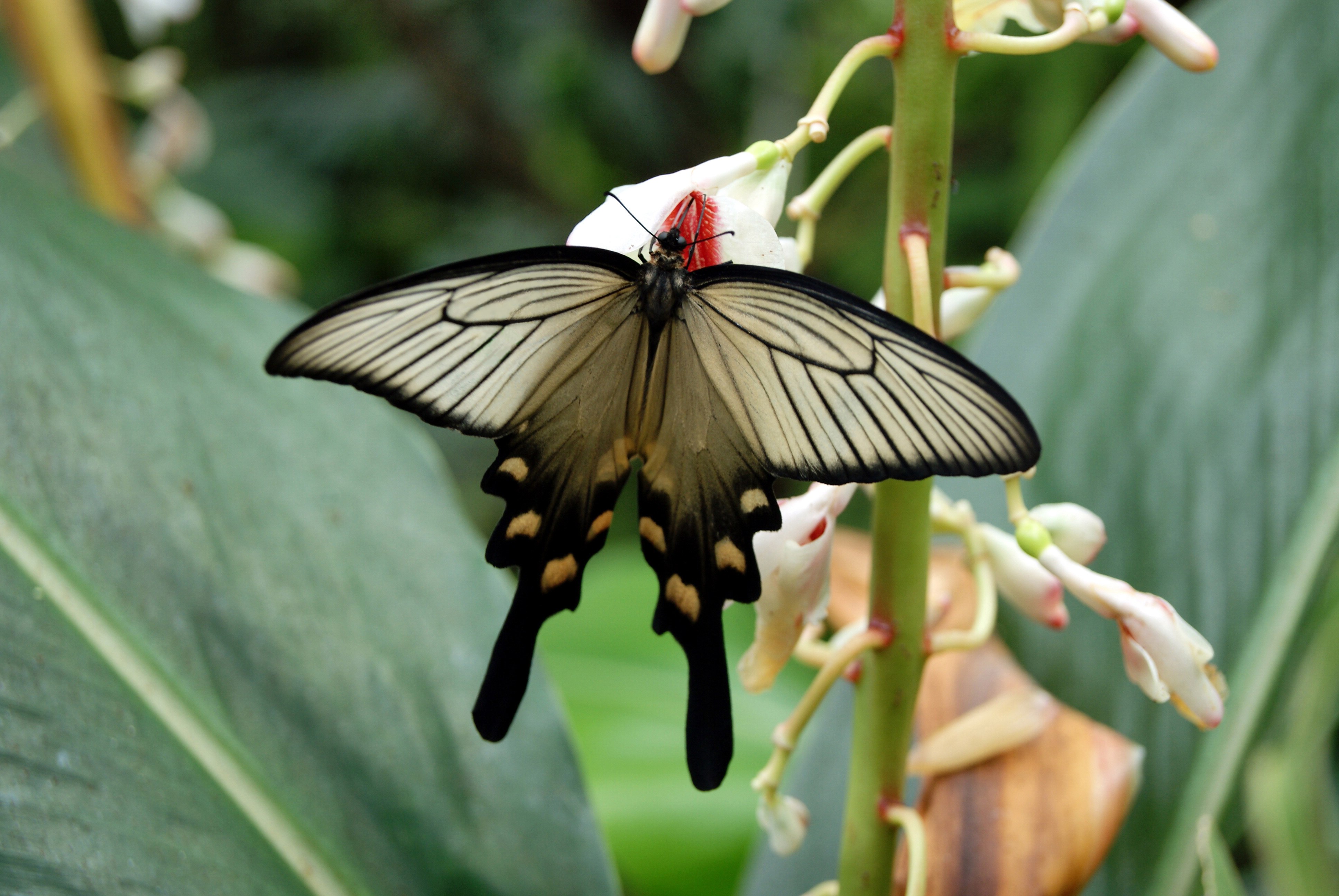
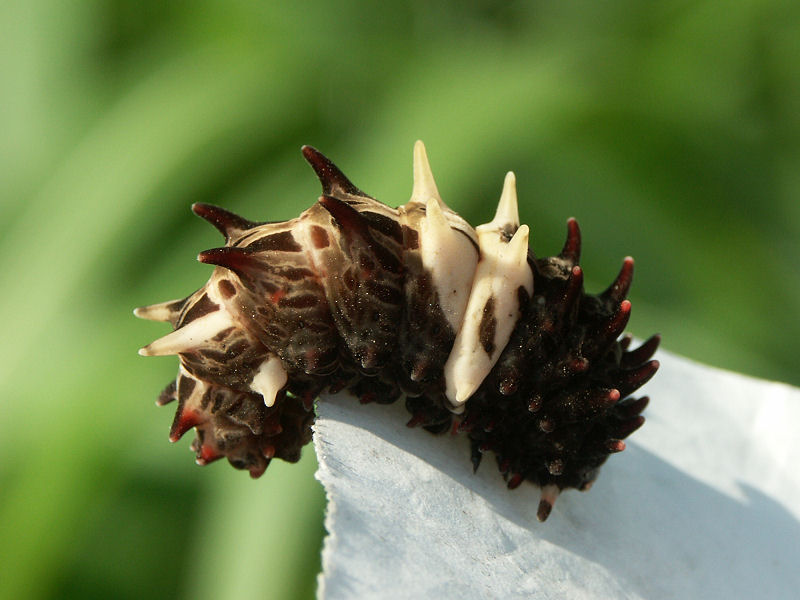
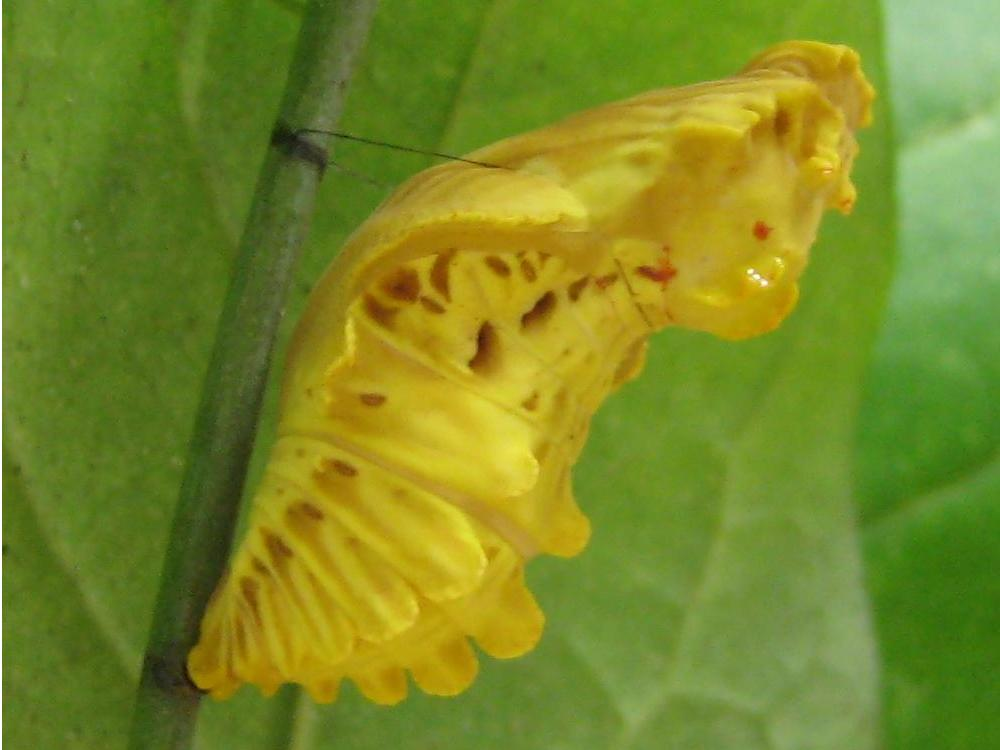
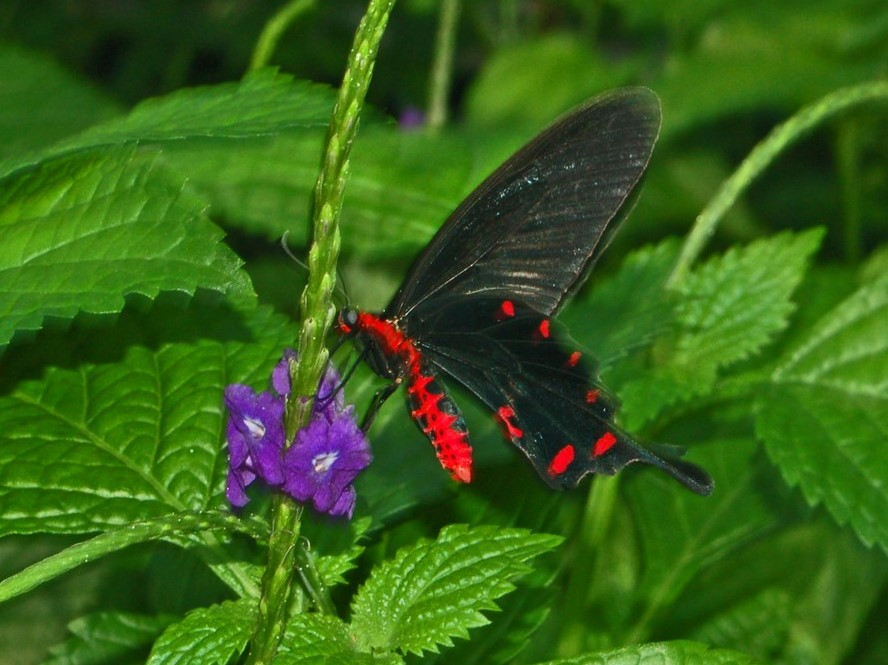
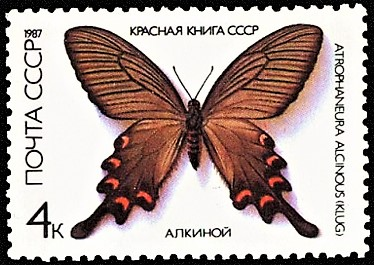